# Constantia van Lynden
Francina Godardina Constantia van Lynden (Arnhem, 29 januari 1761 - Den Haag, 5 april 1831) was de dochter van Agatha Theodora Geelvinck en dier eerste man Dirck Wolter van Lynden (1733-1770), heer van Hoevelaken. Constantia van Lynden had drie zussen en vier broers. Na het overlijden van haar vader, gedeputeerde bij de Staten-Generaal en raad van de Admiraliteit in Hoorn, verbleef de familie vaker in Den Haag. De Gelderse freule kwam in de publiciteit vanwege haar vriendschappelijke verhouding met stadhouder Willem V. De affaire werd door de patriotten uitgebuit en er verscheen in juni 1782 een spotprent.
De affaire begon in 1779. Bij zijn dagelijkse wandeling naar het Haagse Bos, liep de prins meestal langs het huis van de Van Lyndens. Op een niet nader genoemde dag bezocht hij een toneelstuk dat werd opgevoerd in het huis. De 32-jarige prins moest zich verantwoorden bij zijn echtgenote. Hij verklaarde dat de geruchten te belachelijk waren om verder over te praten. In mei 1781 was de freule twee keer in het gezelschap van de prins in de plaatselijke Vauxhall (tuin) aanwezig. De roddels over de drinkende en slapende prins namen toe en de freule besloot drie maanden in Zeist te logeren op kasteel Rijnwijck bij Odijk. Bij haar vertrek naar Utrecht stond hij 's ochtends vroeg bij de trekschuit. De prins verklaarde later dat hij geen zoen of een briefje van haar had gehad, met een aanwijzing waar hij haar kon bereiken.
Begin augustus 1781 waren moeder en dochter weer terug in Den Haag, naar het schijnt afgehaald door moeders protegé, de Pruisische ambassadeur Friedrich Wilhelm von Thulemeier in zijn koets. De freule weigerde geschenken aan te nemen van de prins, haar aangeboden op de Haagse kermis. Toen prinses Wilhelmina naar het kuuroord Spa afreisde, vertrok ook Van Lynden. Ze wilde absoluut niet alleen met de prins worden gezien. Aan het eind van de maand verklaarde de prins dat hij niet verliefd was, haar zelfs niet mooi, eerder lelijk vond. In september werd het libel Aan het Volk van Nederland verspreid. Ook de affaire met de Gelderse freule werd daarin aan de orde gesteld. Er werd gesuggereerd dat de freule mogelijk op de hoogte was van staatsgeheimen. Zij had zich uitgelaten over de status van het eiland Sint Eustatius, dat in 1781 door de Engelsen werd bezet.
Het stadhouderlijk paar kibbelde over een aantal genodigden, maar Van Lynden, die niet bijzonder populair was bij prinses Wilhelmina werd wel uitgenodigd. De hofdames spraken over het schandelijke gedrag van de prins, die de hele avond achter haar stoel had gestaan. De prins was kwaad en benadrukte dat hij de gesprekken met haar waardeerde vanwege haar conversatie. Van verschillende kanten is hem aangeraden zich onverschilliger op te stellen. In december organiseerde mevrouw van Hoevelaken een dansavond of dansles. De prins zegde toe dat hij zou komen. De volgende dag werd er met veel dedain gesproken over het huis op de Korte Voorhout, waar was gedanst en gesprongen in een afzonderlijke kamer. Als Van Lynden twee of drie jaar eerder als hofdame was benoemd, dan waren de rapen aan het stadhouderlijk hof gaar geweest.
Het stadhouderlijk paar was het andermaal niet eens over een aantal genodigden en Constantia van Lynden is niet uitgenodigd. Een paar dagen later was de prins nog steeds kwaad en verliet het huis in zekere stemming via de achtertrap. Nog voor het einde van de maand werd overeengekomen dat Willem Anne de Constant Rebecque (1750-1832), een garde-officier een behoorlijk jaargeld zou krijgen tot hij een eigen compagnie tot zijn beschikking had, maar dan moest hij wel met Van Lynden trouwen. In februari ging het verhaal dat de prins aan Van Lynden een jaargeld had beloofd als ze met Constant naar Zwitserland zou verhuizen.  Een paar dagen later vroeg Agatha Theodora audiëntie aan bij de prins. Zij verscheen - zonder haar dochters - op het souper bij de prins. De prins leek blij te horen dat er met behulp van Thulemeyer een huwelijk zou worden geregeld in Kleef, op een plek waar uit het zicht van het grote publiek kon worden getrouwd.
De prins verklaarde dat hij blij was als hij haar kon zien, spreken of schrijven en slechts een maal haar hand had gekust en dat hij Van Lynden niet aantrekkelijk vond en dat het geroddel wel niet zou ophouden, omdat de affaire voor het publiek onbegrijpelijk was. Tegenover Gijsbert Jan van Hardenbroek erkende de prins dat hij de Bekentenissen van Jean-Jacques Rousseau had gelezen, waarin een soortgelijke affaire is beschreven. Hij voelde zich een nietsnut en had niets te zeggen; een heel begrijpelijke reactie, omdat stadhouder Willem V op 24 mei ook al afscheid had moeten nemen van zijn voogd en raadsheer Lodewijk Ernst van Brunswijk-Lüneburg-Bevern. Bij de besprekingen in juni was de prins neerslachtig.
Op 4 juli stond de prins verslagen voor het huis op de Korte Voorhout. 's Middags zou Van Lynden naar Antwerpen vertrekken. In de hal schijnt hij afscheid van haar te hebben genomen. Hij schreef haar vervolgens een lange brief terwijl iedereen dacht dat hij met politieke zaken bezig was. Tot aan september barstte de prins twee of drie keer per week uit in huilen. Hij was helemaal "het bijltje kwijt".
Van Lynden is op 30 juli 1782 in Brussel getrouwd  met Guillaume Anne de Constant Rebecque de Villars. Op 23 augustus 1783 beviel Van Lynden in Lausanne van haar eerste kind. Het verhaal ging dat de prins als peter zou fungeren, maar een reis naar Holland is haar afgeraden. In 1785 was Van Lynden weer terug en het is onbekend of ze opnieuw contact kreeg met de stadhouder die aan het einde van dat jaar naar paleis Het Loo zou verhuizen.

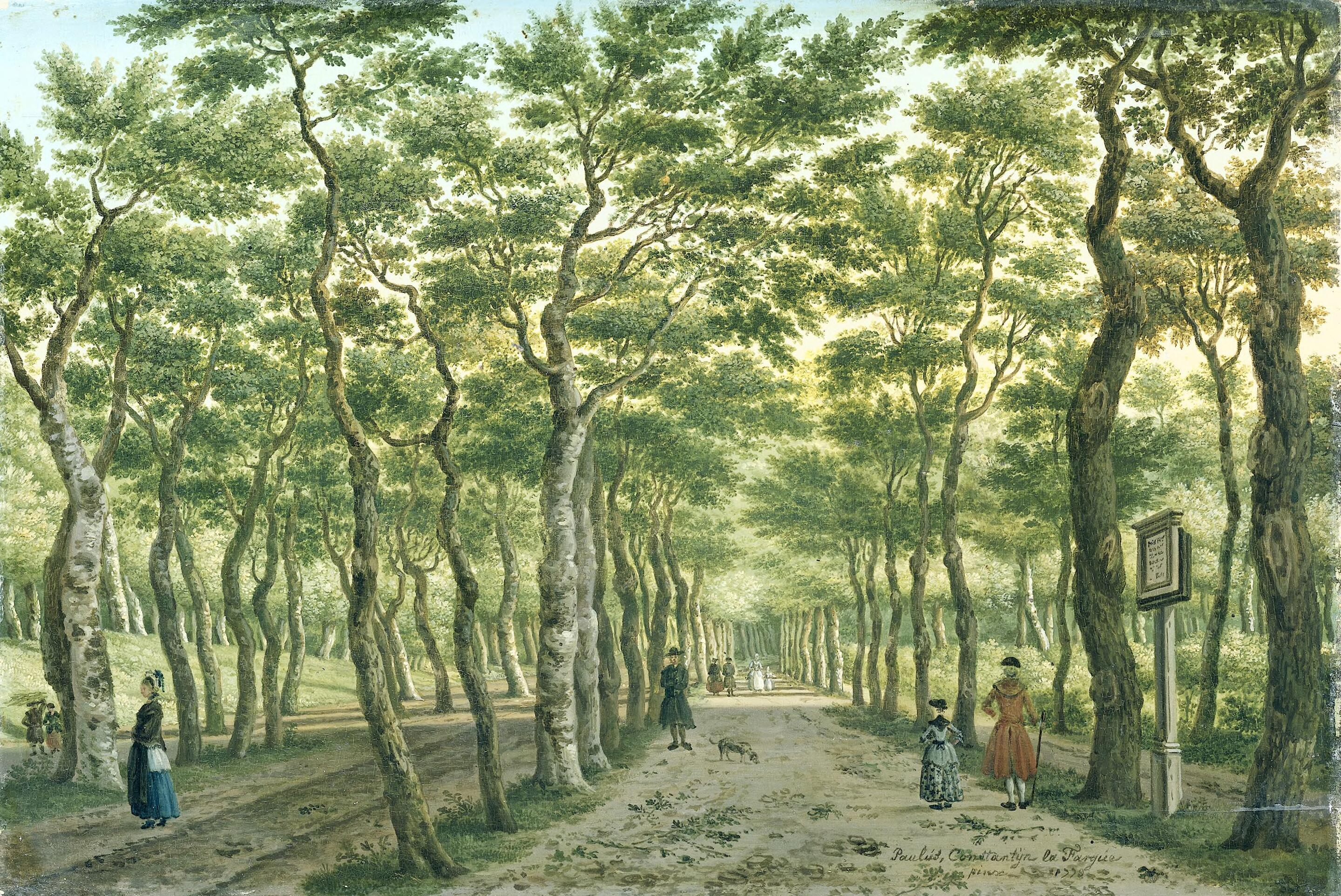
Het Herepad in het Haagse Bos in 1778, door Constantijn Paulus la Fargue
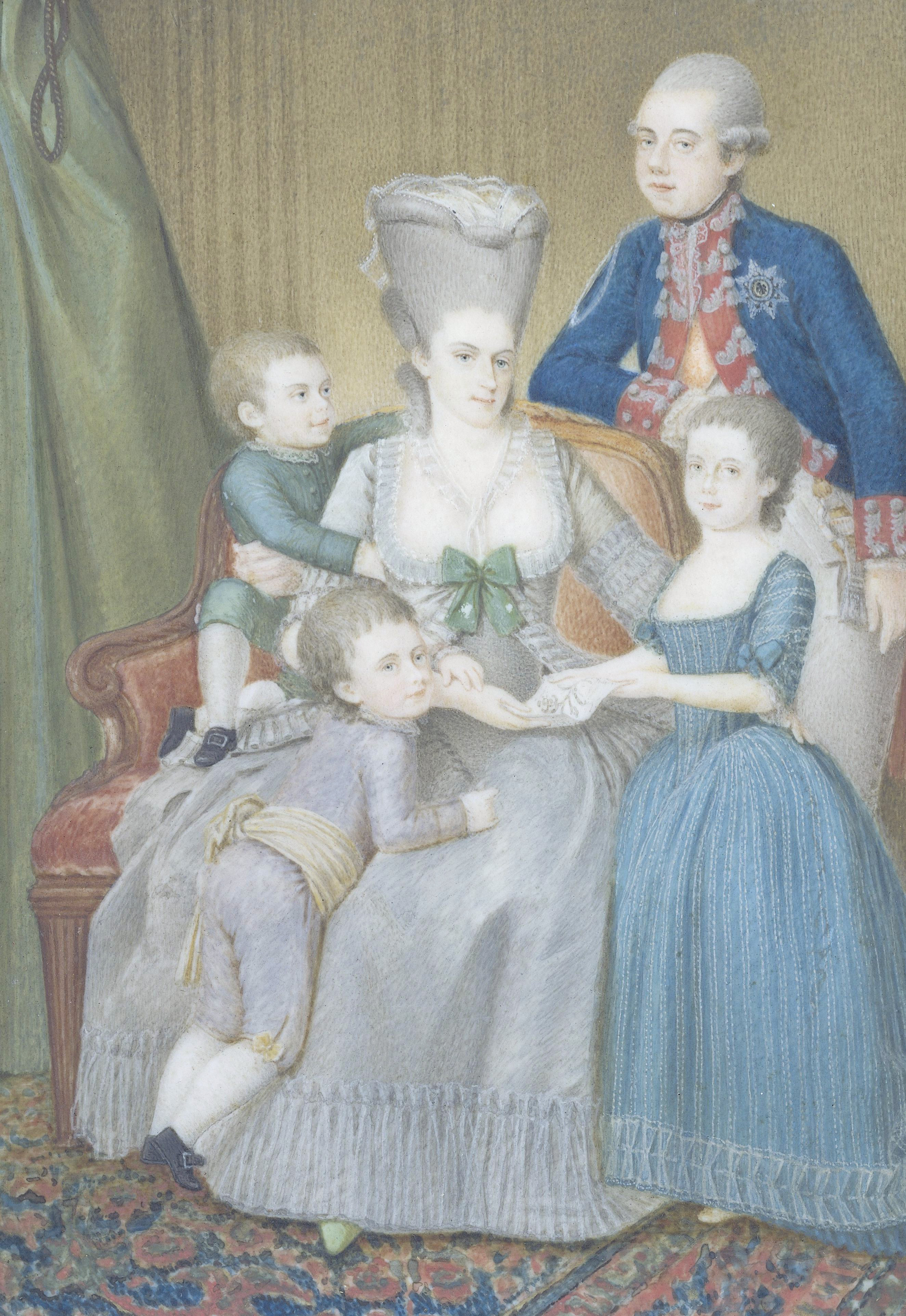
Stadhouder Willem V en zijn vrouw en kinderen in 1779 door Pieter le Sage